# بتی بلو
بتی بلو (انگلیسی: Betty Blue) با نام اصلیِ ۳۷٫۲ سانتی‌گراد در سحرگاه (فرانسوی: 37° 2 le matin‎؛ که دمای طبیعی بدن یک زن باردار در ساعات آغازین روز است) یک فیلم درام و عاشقانه به کارگردانی ژان-ژاک بنکس است که در سال ۱۹۸۶ منتشر شد. از بازیگران آن می‌توان به ژان-اوگ آنگلاد، بئاتریس دال، ونسان لندون، و دومینیک پینان اشاره کرد. این فیلم، هشتمین فیلم پرفروش سال ۱۹۸۶ در فرانسه بود.
این فیلم نامزد دریافت جایزهٔ بفتا و جایزه اسکار بهترین فیلم بین‌المللی بود و برندهٔ جایزه سزار بهترین «طراحی پوستر فیلم» شد. همچنین این فیلم در سال ۱۹۹۲ میلادی در جشنواره بین‌المللی فیلم سیاتل بندهٔ جایزهٔ «گلدن اسپیس نیدل» (سوزن زرین فضایی) شد.